# Sept Fontaines
Pour les articles homonymes, voir Sept Fontaines (homonymie).
Le vallon des Sept Fontaines est un lieu-dit des communes de Braine-L'Alleud et Rhode-Saint-Genèse en Belgique.

## Histoire
Les étangs de Sept Fontaines ont été créés par les moines Augustins qui y occupaient jadis un monastère. Le prieuré a toutefois disparu à la suite des guerres et incendies successifs. Le nom de Sept Fontaines vient des sept sources qui existent à cet endroit.

## Situation
Ce lieu de promenade est accessible en transports publics depuis l'arrêt Dworp Smulders situé à 2 km de marche (bus De Lijn 153 et 155). Par ailleurs, l'arrêt Rhode-Saint-Genèse Sept Fontaines, situé à environ 1 km de marche, est desservi en semaine uniquement par le bus TEC 40.